# Puchar Europy w Lekkoatletyce 1994
15. Puchar Europy w lekkoatletyce – europejska impreza lekkoatletyczna, która odbyła się w czerwcu 1994 roku. Organizacją pucharu Europy zajmowało się Europejskie Stowarzyszenie Lekkoatletyczne.

## Superliga
Zawody Superligi Pucharu Europy rozegrano w Birmingham w Wielkiej Brytanii 25 i 26 czerwca. Wśród pań i panów zwyciężyła reprezentacja Niemiec.

### Tabela końcowa
| Pozycja | Reprezentacja   | Punkty |
| ------- | --------------- | ------ |
| 1       | Niemcy          | 121    |
| 2       | Wielka Brytania | 106,5  |
| 3       | Rosja           | 101    |
| 4       | Ukraina         | 87     |
| 5       | Włochy          | 84     |
| 6       | Szwecja         | 81,5   |
| 7       | Francja         | 80     |
| 8       | Rumunia         | 55     |

| Pozycja | Reprezentacja   | Punkty |
| ------- | --------------- | ------ |
| 1       | Niemcy          | 98     |
| 2       | Wielka Brytania | 97     |
| 3       | Rosja           | 95     |
| 4       | Ukraina         | 86     |
| 5       | Białoruś        | 64     |
| 6       | Francja         | 60     |
| 7       | Rumunia         | 60     |
| 8       | Hiszpania       | 50     |

## I liga
Zawody I ligi odbyły się w Walencji 11 i 12 czerwca. Zawody wśród mężczyzn wygrali Hiszpanie, a wśród kobiet najlepsze okazały się reprezentantki Polski.

### Tabela końcowa
| Pozycja | Reprezentacja | Punkty |
| ------- | ------------- | ------ |
| 1       | Hiszpania     | 113    |
| 2       | Polska        | 112,5  |
| 3       | Białoruś      | 102    |
| 4       | Grecja        | 95,5   |
| 5       | Węgry         | 89     |
| 6       | Czechy        | 83     |
| 7       | Bułgaria      | 71     |
| 8       | Dania         | 52     |

| Pozycja | Reprezentacja | Punkty |
| ------- | ------------- | ------ |
| 1       | Polska        | 106    |
| 2       | Włochy        | 94     |
| 3       | Portugalia    | 81     |
| 4       | Czechy        | 80     |
| 5       | Finlandia     | 72     |
| 6       | Szwajcaria    | 68     |
| 7       | Litwa         | 64     |
| 8       | Austria       | 43     |

## II liga
Zawody II ligi odbyły się w trzech grupach na stadionach w Lublanie, Stambule i Dublinie.

### Tabela końcowa

#### Kobiety
| Pozycja | Reprezentacja | Punkty |
| ------- | ------------- | ------ |
| 1       | Holandia      | 99     |
| 2       | Belgia        | 88     |
| 3       | Grecja        | 76     |
| 4       | Dania         | 74     |
| 5       | Irlandia      | 62     |
| 6       | Islandia      | 55     |
| 7       | AASSE         | 22     |

| Pozycja | Reprezentacja | Punkty |
| ------- | ------------- | ------ |
| 1       | Bułgaria      | 106    |
| 2       | Norwegia      | 97     |
| 3       | Turcja        | 74     |
| 4       | Słowacja      | 65     |
| 5       | Chorwacja     | 49     |
| 6       | Cypr          | 48     |
| 7       | Izrael        | 36     |

| Pozycja | Reprezentacja | Punkty |
| ------- | ------------- | ------ |
| 1       | Szwecja       | 97     |
| 2       | Węgry         | 95     |
| 3       | Słowenia      | 80     |
| 4       | Łotwa         | 62     |
| 5       | Estonia       | 58     |
| 6       | Mołdawia      | 53     |
| 7       | Albania       | 27     |